# 6436 Coco
6436 Coco eller 1985 JX1 är en asteroid i huvudbältet som upptäcktes den 13 maj 1985 av det amerikanska astronom paret Eugene M. och Carolyn S. Shoemaker vid Palomar-observatoriet. Den är uppkallad efter Mark och Colleen Coco och deras barn Kymberly, Jennifer, Lisa och Travis.
Asteroiden har en diameter på ungefär 4 kilometer.